# روسييون (آن)
روسييون (بالفرنسية: Rossillon)‏ هي بلدية فرنسية تقع في إقليم الآن في فرنسا. رمز إنسي لها هو:1329. أما الرمز البريدي لها فهو: 1510.